# Gmina Ragunda
Gmina Ragunda (szw. Ragunda kommun) – gmina w Szwecji, w regionie Jämtland, siedzibą jej władz jest Hammarstrand.
Pod względem zaludnienia Ragunda jest 268. gminą w Szwecji. Zamieszkuje ją 5894 osób, z czego 49,49% to kobiety (2917) i 50,51% to mężczyźni (2977). W gminie zameldowanych jest 110 cudzoziemców. Na każdy kilometr kwadratowy przypada 2,33 mieszkańca. Pod względem wielkości gmina zajmuje 34. miejsce.
W gminie znajduje się 9 elektrowni wodnych produkujących 10% całej „energii wodnej” Szwecji.